# Hoàng Nguyên Thanh
Hoàng Nguyên Thanh (* 17. Juni 1995 in Bình Phước) ist ein vietnamesischer Leichtathlet, der sich auf den Langstreckenlauf spezialisiert hat.

## Sportliche Laufbahn
Erste internationale Erfahrungen sammelte Hoàng Nguyên Thanh im Jahr 2015, als er bei den Südostasienspielen in Singapur in 2:37:10 h die Bronzemedaille im Marathonlauf hinter dem Singapurer Soh Rui Yong und Boonthung Srisung aus Thailand gewann. 2022 siegte er in 2:25:08 h bei den Südostasienspielen in Hanoi und im Jahr darauf gewann er bei den Südostasienspielen in Phnom Penh in 2:35:49 h die Bronzemedaille hinter dem Indonesier Agus Prayogo und Arlan Estobo von den Philippinen. 
2015 wurde Hoàng vietnamesischer Meister im Marathonlauf.

## Persönliche Bestleistungen
- 5000 Meter: 15:06,47 min, 11. November 2020 in Hanoi
- Marathon: 2:26:16 h, 22. März 2015 in Vĩnh Phúc